# Helius nigrofemoratus
Helius nigrofemoratus är en tvåvingeart som först beskrevs av Alexander 1930.  Helius nigrofemoratus ingår i släktet Helius och familjen småharkrankar. Inga underarter finns listade i Catalogue of Life.